# 阿拉瓜廷斯
阿拉瓜廷斯是巴西托坎廷斯州的一个市镇。总面积2297.3平方公里，总人口26417人，人口密度11.5人/平方公里。